# 罗雷 (上卢瓦尔省)
罗雷（法語：Rauret，法語發音：[ʁoʁɛ]）是法国上卢瓦尔省的一个市镇，属于勒皮区。

## 地理
罗雷（44°49'3"N, 3°47'28"E）面积20.75 平方千米，位于法国奥弗涅-罗讷-阿尔卑斯大区上盧瓦爾省，该省份为法国中南部省份，北起多姆山省和卢瓦尔省，西接康塔爾省，南至洛泽尔省，东临阿尔代什省。
与罗雷接壤的市镇（或旧市镇、城区）包括：朗多斯、圣艾蒂安迪维冈、圣昂、诺萨克-丰塔讷、圣博内-拉瓦勒。

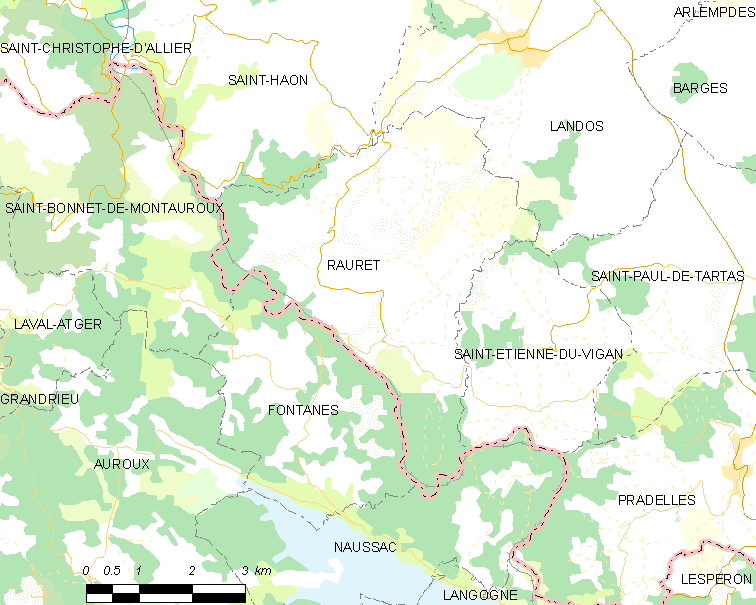
的OSM定位图

罗雷的时区为UTC+01:00、UTC+02:00（夏令时）。

## 行政
罗雷的邮政编码为43340，INSEE市镇编码为43160。

## 政治
罗雷所属的省级选区为火山沃莱县。

## 人口

1962-2008年间人口变化图示

罗雷于2022年1月1日时的人口数量为200人。